# St. Blasius (Weiler)

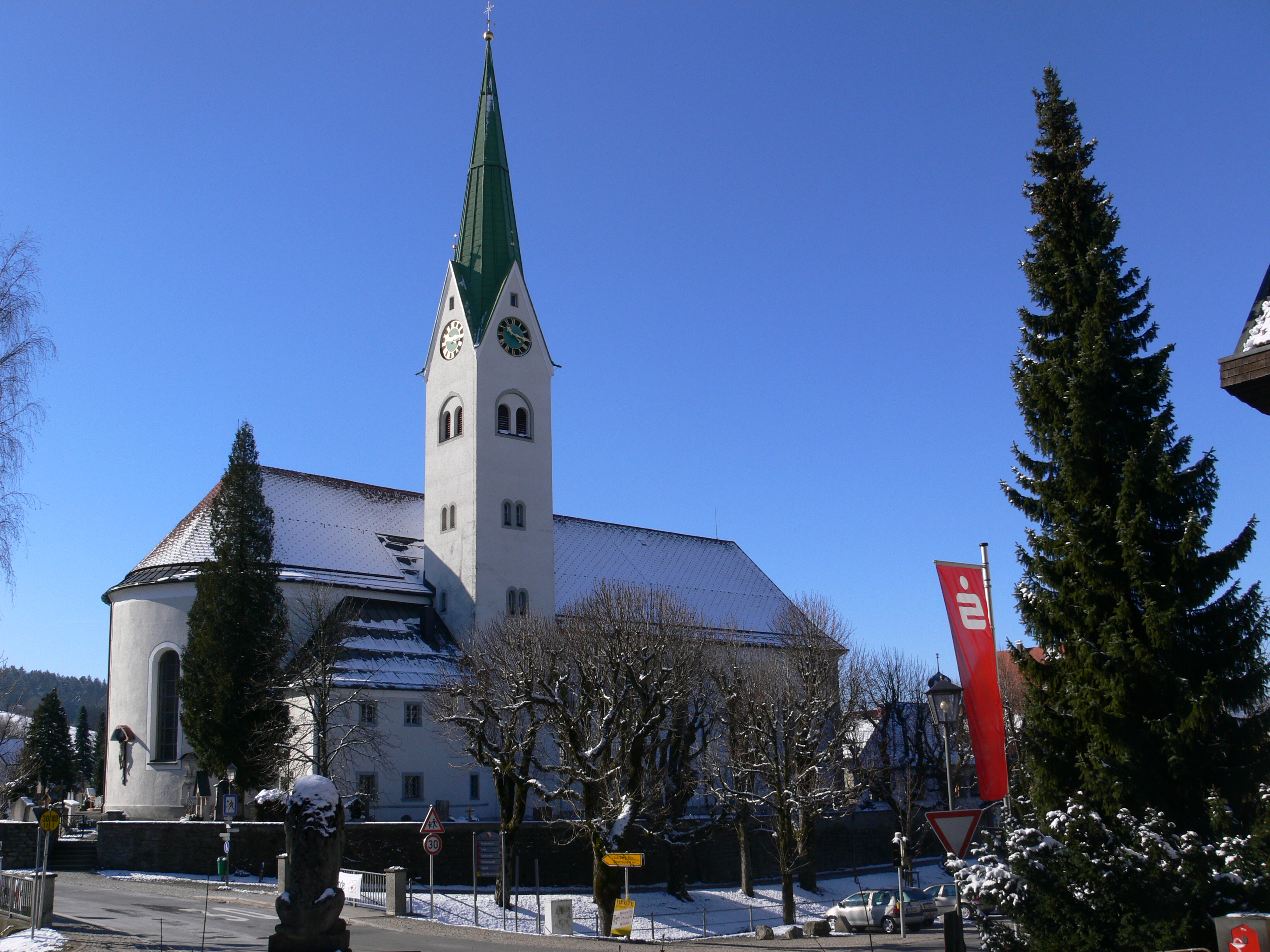
St. Blasius in Weiler

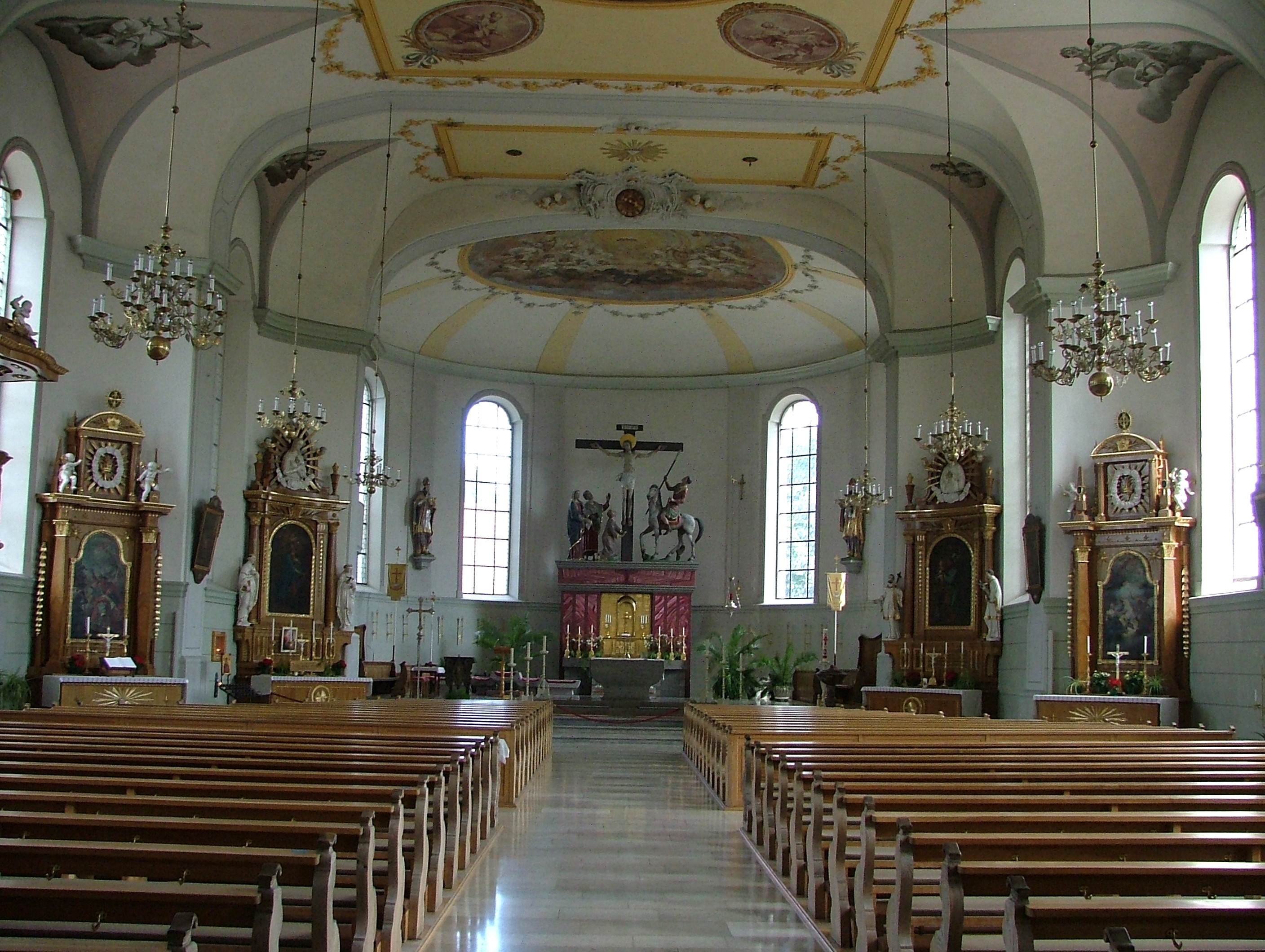
Innenraum

Die römisch-katholische Pfarrkirche St. Blasius steht in Weiler im Allgäu, einem Gemeindeteil des Marktes Weiler-Simmerberg im schwäbischen Landkreis Lindau (Bodensee) von Bayern. Das Bauwerk ist in der Liste der Baudenkmäler in Weiler-Simmerberg als Baudenkmal unter der Nr. D-7-76-129-20 eingetragen. Die Pfarrei gehört zum Dekanat Lindau des Bistums Augsburg.

## Beschreibung
Die klassizistische Saalkirche wurde 1795/96 nach einem vereinfachten Plan von Johann Georg Specht erbaut. Sie besteht aus einem Langhaus, einem eingezogenen, halbrund geschlossenen Chor im Osten und einem Chorflankenturm auf quadratischem Grundriss an der Nordwand des Chors, dessen untere Geschosse aus dem 14. Jahrhundert stammen. Er wurde 1909/10 mit einem Geschoss aufgestockt, das hinter den als Biforien gestalteten Klangarkaden den Glockenstuhl mit fünf Kirchenglocken beherbergt. Die Zifferblätter der Turmuhr sind an den Giebeln angebracht, über denen sich ein spitzer Helm erhebt. Die Sakristei steht in der Ecke von Chor und Chorflankenturm. 
Der Innenraum des Langhauses ist mit einer Muldengewölbe auf Pilastern überspannt, der des Chors mit einer Spiegelgewölbe über Hohlkehlen. Die Fresken, im Chor mit dem Agnus Dei, im Langhaus mit der Speisung der 5000, hat 1796/97 Andreas Brugger eingefügt. Die Orgel wurde 1879 von der G. F. Steinmeyer & Co. gebaut.